# Mathilde Orkild
Mathilde Riger Orkild (født 17. februar 2000 i Brønderslev) er en dansk håndboldspiller, der spiller for Aarhus United i Damehåndboldligaen.
Hun har optrådt for både det danske U/17- og U/19-landshold, hvor hun nåede at spille sammenlagt 21 officielle U-landskampe. Hun deltog ligeledes også ved European Youth Olympic Festival i 2017 i Győr, hvor Danmark vandt bronze i håndbold.
Hun skrev i 2018 kontrakt med Randers HK efter at have spillet for klubben på både senior- og ungdomsniveau. Hun forlængede i november 2021 hendes kontrakt frem til sommeren 2024.
Efter Randers HK´s konkurs i 2022 kom Orkild til Aarhus United 